# راكيتيني
راكيتيني هي قرية تقع في إقليم ياش في رومانيا.